# Wettenberg
Wettenberg é um município da Alemanha, situado no distrito de Gießen, no estado de Hesse. Tem 42,97 km² de área, e sua população em 2019 foi estimada em 12.578 habitantes.